# Троїцьке (Шар'їнський район)
Троїцьке (рос. Троицкое) — село в Шар'їнському районі Костромської області Російської Федерації.
Населення становить 285 осіб. Входить до складу муніципального утворення Троїцьке сільське поселення.

## Історія
Від 2007 року входить до складу муніципального утворення Троїцьке сільське поселення.

## Населення
| 2008 | 2010 | 2014 |
| ---- | ---- | ---- |
| 311  | ↘295 | ↘285 |